# Katrin Wendland
Katrin Wendland (Berlín, Alemania, 18 de julio de 1970) es una física matemática alemana, que trabaja como profesora en el Trinity College de Dublín.
Wendland obtuvo un diploma en matemáticas en la Universidad de Bonn en 1996, y un doctorado en física en la misma institución en 2000 bajo la supervisión de Werner Nahm. Tras trabajar como profesora en la Universidad de Warwick entre 2002 y 2006, regresó a Alemania como profesora en la Universidad de Augsburgo, donde ocupó la Cátedra de Análisis y Geometría. En 2011, se trasladó a la Universidad de Friburgo.
In 2009, Wendland recibió la Medalla a los Méritos Especiales por Baviera en una Europa Unida por parte del gobierno bávaro. En 2010, fue ponente invitada en el Congreso Internacional de Matemáticos, con una charla titulada «Sobre la geometría de las singularidades en teorías cuánticas de campos». En 2012, se convirtió en fellow de la American Mathematical Society. También fue elegida miembro de la Akademie der Wissenschaften und der Literatur en 2013.

## Profesorados
- 01.08.2006-31.03.2011
- Profesor titular (W3) en el Instituto de Matemáticas de la Universidad de Augsburgo, titular de la Cátedra de Análisis y Geometría.
- 01.08.2008
- Miembro asociado del Instituto de Matemáticas de la Universidad de Warwick
- 21.08.2010
- Ponente invitado en Física Matemática en el Congreso Internacional de Matemáticos 2010 en Hyderabad, India
- 01.04.2011-31.12.2021
- Profesor titular (W3) en el Instituto de Matemáticas de la Universidad Albert-Ludwigs de Friburgo , grupo de investigación de Física Matemática
- 01.01.2013
- Miembro de la Sociedad Americana de Matemáticas en reconocimiento a sus destacadas contribuciones a la profesión
- 28.06.2013
- Elegido miembro de pleno derecho de la Akademie der Wissenschaften und der Literatur Mainz
- desde el 01.01.2022
- Profesor de Matemáticas (disciplina: Matemáticas Puras) en la Escuela de Matemáticas del Trinity College de Dublín
- desde 2023
- Profesor asociado del Trinity College de Dublín
- desde 2023
- Profesor Adjunto Honorario del Instituto de Estudios Avanzados de Dublín (DIAS)